# Смарелья, Антонио
Антонио Смарелья (итал. Antonio Smareglia; 5 мая 1854 года, Пула, Австрийская империя — 15 апреля 1929 года, Градо, Королевство Италия) — австро-венгерский и итальянский композитор, по происхождению итальянец и хорват.

## Биография
Антонио Смарелья родился 5 мая 1854 года в Пула, в Австрийской империи. Он был шестым, но первым выжившим, ребёнком в семье итальянца Франческо Смарелья и хорватки Юлии Стиглич. Раннее детство провел в родном городе в Истрии. Образование получил в Горице, затем продолжил его в Вене и Граце. В 1871 году поступил в консерваторию в Милане, где обучался у композитора и известного дирижёра Франко Фаччо. Во второй половине 1870-х годов познакомился с Арриго Бойто и вступил в круг Скапильятура (итал. Scapigliatura) в Милане.
В 1879 году в Театро даль Верме в Милане композитор дебютировал с оперой «Драгоценность» (итал. Preziosa), затем в 1882 году им была написана опера «Бьянка ди Червия» (итал. Bianca di Cervia). Его ранние сочинения были благосклонно приняты зрителями и критиками. Однако, премьера оперы «Царь Нала» (итал. Re Nala) в 1887 году на сцене театра Ла Фениче в Венеции с треском провалилась. Провал организовал композитор и издатель Джулио Рикорди, у которого с Антонио Смарелья были напряжённые отношения. Композитор уничтожил партитуру оперы и повторно использовал некоторые фрагменты в поздних работах.
Успех к Антонио Смарелья вернулся в 1889 году в Вене после постановки оперы «Вассал из Шигета» (итал. Il Vassallo di Szigeth) по либретто Луиджи Иллика, переведенному на немецкий язык Максом Кальбеком. Опера была поставлена во многих театрах Европы и Америки. Его следующая опера «Корнилл Скут» (итал. Cornill Schut), премьера которой с большим успехом прошла в 1893 году в Праге, затем была поставлена в театрах Дрездена, Монако и Вены. В 1895 году в Триесте была поставлена одна из самых популярных опер композитора «Истринская свадьба» (итал. Nozze istriane).
На сцене Театро Россини в Венеции 4 сентября 1897 года была поставлена его опера «Моль» (итал. La Falena) по книге Сильвио Бенко. Оркестром дирижировал Джальдино Джальдини. Это была первая часть, написанной им трилогии. В 1903 году в театре Ла Скала в Милане под руководством Артуро Тосканини была поставлена вторая часть «Океан» (итал. Oceàna) и там же в 1914 году под руководством Туллио Серафин третья часть «Пропасть» (итал. Abisso).
Музыка композитора принадлежала к центрально-европейской школе и не всегда находила понимание у публики в Италии, где он поселился после потери родины — Австро-Венгрии. Особо ретивые патриоты не простили ему отсутствие симпатий к ирредентистскому движению во время Первой мировой войны. Он подвергался постоянным нападкам в прессе, часто представлявшими собой откровенную клевету. Композитору ставили в вину его происхождение: одни хорватское, другие итальянское.
Антонио Смарелья женился на Марии Йетти из Пулы. Композитор был отцом пятерых детей. В 1900 году, после неудачного удаления катаракты он полностью потерял зрение. Его последние две оперы были записаны под диктовку детьми, учениками и друзьями. Незадолго до смерти, Антонио Смарелья переписал и переделал свою оперу «Корнил Скут» (итал. Cornill Schut), и снова представил её публике в Триесте в 1928 году под новым названием «Фламандские живописцы» (итал. Pittori fiamminghi). Это был последний успех композитора.
Антонио Смарелья умер в Градо 15 апреля 1929 года.

## Творческое наследие
Творческое наследие композитора включает 10 опер, ряд духовных и инструментальных сочинений.